# Europacup I hockey vrouwen 2011
De Europacup I 2011 (EuroHockey Club Champions Cup) is de 38ste editie van dit Europese bekertoernooi voor vrouwenhockeyclubs.
De Europacup I en de Europacup II zijn in 2010 samengevoegd tot één toernooi naar het voorbeeld van de Euro Hockey League bij de heren. Er werd gespeeld in twee delen van 22 tot en met 25 april in 's-Hertogenbosch en van 10 tot en met 12 juni 2011 op de velden van HGC in Wassenaar. Het deelnemersveld bestond uit twaalf teams. HC 's-Hertogenbosch verdedigde met succes de titel door in de finale het Engelse Leicester HC te verslaan. Voor Nederland kwam ook Laren uit op dit toernooi.

## Poulewedstrijden

### Vrijdag 22 april 2011
- 12.00 C Club de Campo - Volga Telecom 5-0 (2-0)
- 14.00 B Berliner HC - Rhythm Grodno 4-0 (2-0)
- 16.00 D Slough HC - Atasport 2-0 (2-0)
- 18.00 A 's-Hertogenbosch - Royal Antwerp 8-0 (5-0)

### Zaterdag 23 april 2011
- 11.00 C Volga Telecom - UHC Hamburg 1-3 (1-1)
- 13.00 B Rhythm Grodno - CD Terrassa 2-3 (0-2)
- 15.00 D Atasport - Larensche MHC 0-2 (0-0)
- 17.00 A Royal Antwerp - Leicester HC 1-3 (0-2)

### Zondag 24 april 2011
- 11.00 C UHC Hamburg - Club de Campo 2-2 (2-1)
- 13.00 B CD Terrassa - Berliner HC 0-7 (0-2)
- 15.00 D Larensche MHC - Slough HC 3-0 (2-0)
- 17.00 A Leicester HC - HC 's-Hertogenbosch 1-3 (0-2)

## Uitslag poules

### Uitslag poule A
| Team             | Pnt | Gespeeld | W | G | V | DV | DT | DS  |
| ---------------- | --- | -------- | - | - | - | -- | -- | --- |
| 's-Hertogenbosch | 10  | 2        | 2 | 0 | 0 | 11 | 1  | +10 |
| Leicester HC     | 6   | 2        | 1 | 0 | 1 | 4  | 4  | 0   |
| Royal Antwerp    | 1   | 2        | 0 | 0 | 2 | 11 | 1  | −10 |

### Uitslag poule B
| Team          | Pnt | Gespeeld | W | G | V | DV | DT | DS  |
| ------------- | --- | -------- | - | - | - | -- | -- | --- |
| Berliner HC   | 10  | 2        | 2 | 0 | 0 | 11 | 0  | +11 |
| CD Terrassa   | 5   | 2        | 1 | 0 | 1 | 3  | 9  | −6  |
| Rhythm Grodno | 1   | 2        | 0 | 0 | 2 | 2  | 7  | −5  |

### Uitslag poule C
| Team          | Pnt | Gespeeld | W | G | V | DV | DT | DS |
| ------------- | --- | -------- | - | - | - | -- | -- | -- |
| Club de Campo | 7   | 2        | 1 | 1 | 0 | 7  | 2  | +5 |
| UHC Hamburg   | 5   | 2        | 1 | 1 | 0 | 5  | 3  | +2 |
| Volga Telecom | 1   | 2        | 0 | 0 | 2 | 1  | 8  | −7 |

### Uitslag poule D
| Team      | Pnt | Gespeeld | W | G | V | DV | DT | DS |
| --------- | --- | -------- | - | - | - | -- | -- | -- |
| Laren     | 10  | 2        | 2 | 0 | 0 | 5  | 0  | +5 |
| Slough HC | 5   | 2        | 1 | 0 | 1 | 2  | 3  | −1 |
| Atasport  | 2   | 2        | 0 | 0 | 2 | 0  | 4  | −4 |

## Tweede ronde

### Maandag 25 april 2011

#### Plaats 9 tot 12
- 10.00 Veld 2 3C Volga Telecom - 3D Atasport 2-5 (2-2)
- 10.45 Veld 1 3A Royal Antwerp - 3B Rhythm Grodno 2-3 (0-1)

#### Kwartfinale
- 12.30 Veld 2 2C UHC Hamburg - 1D Laren 1-5 (1-3)
- 13.15 Veld 1 2A Leicester HC - 1B Berliner HC 1-0 (1-0)
- 15.00 Veld 2 1C Club de Campo - 2D Slough HC 2-2 (1-2) 3-4 aps
- 15.45 Veld 1 1A HC 's-Hertogenbosch - 2B CD Terrassa 10-0 (8-0)

## Finale rondes

### Vrijdag 10 juni 2011: halve finales
- 17.30 Leicester HC - Slough HC 1-1 (1-1) 2-0 aps
- 20.00 Larensche MHC - HC 's-Hertogenbosch 0-1 (0-1)

### Zaterdag 11 juni 2011: om derde en vierde plaats
- 16.30 Slough HC - Larensche MHC 1-1 (0-1) 1-2 aet

### Zondag 12 juni: finale
- 10.30 Leicester HC - HC 's-Hertogenbosch 1-4 (1-2)

## Kampioen
| EuroHockey Club Champions Cup 2011 (Europacup I 2011) |
| ----------------------------------------------------- |
| HC 's-Hertogenbosch 12de titel                        |